# Рыкша
Ры́кша (чув. Йӑшшу, Йӑршшу) — река в России, протекает по Чебоксарскому району Чувашской Республики, левый приток Цивиля.

## География
Исток в 400 м к западу от деревни Митрофанкасы, далее протекает на юго-восток до села Абашево. Устье реки находится на 31 км по левому берегу Цивиля у деревни Ердово на границе с Мариинско-Посадским районом. Длина реки — 39 км, площадь водосборного бассейна — 254 км², густота речной сети 0,5 км/км². Имеет 15 правых и 9 левых притоков.

## Данные водного реестра
По данным государственного водного реестра России относится к Верхневолжскому бассейновому округу, водохозяйственный участок реки — Цивиль от истока и до устья, речной подбассейн реки — Волга от впадения Оки до Куйбышевского водохранилища (без бассейна Суры). Речной бассейн реки — (Верхняя) Волга до Куйбышевского водохранилища (без бассейна Оки). Код водного объекта в государственном водном реестре — 08010400412112100000469.

## Название
Чув. йӑш «размякнуть, смягчиться», шу, шыв «вода», «река». Название, вероятно, от топоформанта икша. Предположительно элементы окса, икша и подобные имеют значение «река». Ср. совр. мар. икса «ручей», а также окса, окша, укша в различных финно-угорских языках «ветвь» в значении «небольшая река», «приток».— Географические названия Чувашской Республики

## Прочее
Обнажение с мелкой складчатостью платформы в овраге на правом склоне долины реки у деревни Байсубаково Чебоксарского района признано геологическим памятником природы (регионального значения).